# 賽爾 (明尼蘇達州)
賽爾（英語：Syre）是位於美國明尼蘇達州諾曼縣霍姆萊克鎮區的一個非建制地區。

## 歷史
賽爾的郵局於1891年設立，其後於1936年停運。有鐵路公司曾在此地設站。

## 地理
賽爾所處的海拔為高於海平面342米（即1122英呎），而該地所採用的時區為UTC-6，即北美中部時區（CST）。同時該地設有夏令時間，為UTC-6調快一小時，即UTC-5（CDT）。